# Кечуа-уанка
Кечуа-уанка, или кечуа Уанка, или Хауха-Уанка (кечуа wanka limay / wanka nuna shimi, исп. quechua huanca) — один из кечуанских языков, по мнению одних исследователей, либо один из диалектов языка кечуа, по мнению других, на котором согласно данным SIL говорит около 300 тысяч человек на юге департамента Хунин в Перу. Есть и другие данные о числе носителей: так, один источник (основывающийся на данных переписи населения Перу 1993 года) приводит цифру 52.788 человек, для которых диалект хауха-уанка является родным языком. Близки к этой цифре и данные, приводившиеся SIL на 1993 год: 75 тыс. для носителей уанка и от 14.549 до 31.501 чел. по переписи 1962 г. для носителей хауха. К диалекту Хауха-Уанка по классификации Альфредо Тореро относится и речь жителей округов Онгос и Какра в провинции Яуйос на юго-востоке департамента Лима (около 1,3 тыс. носителей). Вместе с анкашским кечуа относится к центральной ветви кечуанских языков (Кечуа I или уайуаш). Исторические уанка говорили на этом языке задолго до прихода инков в Куско. Перуанский лингвист Родольфо Серрон-Паломино, для которого и кечуа-уанка, и испанский являются родными языками, опубликовал первый словарь этого диалекта кечуа в 1976 году в серии словарей и грамматик языка кечуа, изданных Институтом перуанских исследований и Министерством образования после официализации кечуа в Перу.
Кечуа-уанка настолько сильно отличается от южного кечуа (кечуа-чанка, кечуа Куско-Кольяо), что понимание между носителями этих идиомов почти невозможно. Различия затрагивают в первую очередь фонетику. Также имеются и грамматические отличия. Однако в том, что касается лексики, то в тех не столь уж редких случаях, когда какая-то лексическая единица, присущая в основном кечуа II, присутствует и в каком-то одном диалекте кечуа I, этим одним диалектом является чаще всего именно диалект уанка. Носители кечуа-уанка и анкашского кечуа понимают друг друга с трудом из-за различий в фонологии.

## Диалекты
Кечуа-уанка распадается на три диалекта (уалья-уанка, уайча-уанка, шауша-уанка).
- Уайлья-уанка (Waylla Wanka, Huaylla Wanca) — провинции Уанкайо и Чупака, так называемый древний Hanan Huanca
- Уайча-уанка (Waycha Wanka) — провинция Консепсьон (с вторжением в провинцию Уанкайо до н.п. Уалуас (Hualhuas) и в провинцию Хауха до н.п. Уамали (Huamalí), древний Hurin Huanca
- Шауша-уанка (хауха-уанка) (Shawsha Wanka, Jauja Wanca) — провинция Хауха, древний Hatun Xauxa

Границы распространения диалектов приблизительно соответствуют трём историческим областям расселения уанка. Шаушский кечуа, который сохранил некоторые особенности древнего кечуа, фонетически и лексически отличается от двух других вариантов. Некоторые исследователи не относят его к кечуа-уанка, но в вышеназванном словаре Серрона-Паломино слова, чья форма в указанных диалектах различается, записаны в шаушской форме, сохранившей фонему /q/.

## Фонология
Особенностью кечуа-уанка по сравнению с другии кечуанскими языками/диалектами является практически регулярная замена исконного */r/ на [l]. Эта замена не касается слов, вошедших в данный диалект из других диалектов кечуа после завершения процесса превращения [r] в [l]. Например, warmi (женщина). Наряду с немногими другими языками/диалектами в уанка сохранился исконный ретрофлексный звук [ĉ] («tr» у Серафина Коронеля Молины и Родольфо Серрона-Паломино). Как во всех центральных и северных языках/диалектах, в уанка сохранился звук «sh» [š]. Отмечено наличие здесь и ретрофлексного звука «sh»: ʂuti (имя), ʂulli (роса), ʂanʂa (раскалённые угли), kaʂpi, (палка), maʂa (зять), muʂu(q) (новый), puʂllu (волдырь, пузырь), puʂtay (размачивать), aʂna(q) (вонючий), takʂa (маленький), walaʂ (мальчик). В диалекте уайча-уанка фонема /ll/ реализуется в виде звука [tʃ]. Это одно из двух отличий, по которым диалект уайча отличается от диалекта уайлья (вторым является переход обычной /ch/ в ретрофлексную [ĉ]). В остальном оба диалекта идентичны и объединяются Серроном-Паломино в единый яка-уанка (Yaqa Wanka).
Взаимопонимание уанка с носителями других языков/диалектов затруднено тем, что в нём исконный [q] перешёл в яка-уанка в гортанную смычку или полностью исчез. В ряде случаев исчезноевение /q/ вызвало в кечуа-уанка заместительное удлинение гласного (например, suqta, «шесть» — su: ta, maqay, «бить» — ma: y). Выпадение фонемы /q/ повлекло за собой и исчезновение сочетания /nq/ (например, sinqa, «нос» — sia — с компенсационным замещением siya). Напротив, в шаушском кечуа реализация исконный фонемы /q/ смешивается с местной реализацией фонемы /h/ и произносится как [h] или [x], что делает этот вариант кечуа более понятным для носителей других кечуанских языков/диалектов. В шаушском в анлауте сохранился звук [s], перешедший в [h] в яка-уанка. Перехода [s] в [h] не произошло в небольшом числе корней, где за /s/ следует /u/ с последующей губной фонемой, например, supay (чёрт), sumaq (красивый), suwa (вор).